# Lingga Lie
Lingga Lie (* 15. Juli 1986 in Bogor) ist ein indonesischer Badmintonspieler. 

## Karriere
Lingga Lie wurde 2008 Zweiter bei den New Zealand Open und Dritter bei den indonesischen Nationalspielen. Im gleichen Jahr gewann der den Smiling Fish in Thailand. Bereits 2004 war er indonesischer Juniorenmeister im Mixed mit Yulianti CJ geworden.

## Sportliche Erfolge
| Saison | Veranstaltung                      | Disziplin    | Platz | Name                                |
| ------ | ---------------------------------- | ------------ | ----- | ----------------------------------- |
| 2004   | Indonesische Juniorenmeisterschaft | Mixed        | 1     | Lingga Lie / Yulianti CJ            |
| 2008   | New Zealand Open                   | Herrendoppel | 2     | Fernando Kurniawan / Lingga Lie     |
| 2008   | Smiling Fish                       | Herrendoppel | 1     | Fernando Kurniawan / Lingga Lie     |
| 2008   | Smiling Fish                       | Mixed        | 1     | Lingga Lie / Keshya Nurvita Hanadia |
| 2008   | PON XVII                           | Herrendoppel | 3     | Fran Kurniawan / Lingga Lie         |